# Esteban Arias
Esteban Arias (nacido el 26 de agosto de 1982 en Bakersfield, California) es un futbolista estadounidense que actualmente juega como defensor para el CD Chivas USA de la Major League Soccer.

## Trayectoria
| Período   | Club                      |
| --------- | ------------------------- |
| 2001      | Albert Magnus             |
| 2002-2004 | University of Connecticut |

| Período   | Club                      | Partidos (goles) |
| --------- | ------------------------- | ---------------- |
| 2005-2006 | Club Deportivo Chivas USA | 16 (1)           |

- Datos: Q5400752